# Claudia Pinza Bozzolla
Claudia Tullia Pinza Bozzolla (Buenos Aires, 27 luglio 1925 – Pittsburgh, 3 agosto 2017) è stata un soprano argentino naturalizzato statunitense, di origini italiane, e dopo il ritiro dalle scene, insegnante di canto in diverse università degli Stati Uniti d'America.
Come cantante si è esibita in tutta Italia e negli Stati Uniti, cantando al Teatro alla Scala, alla Metropolitan Opera e alla San Francisco Opera. 
Ha insegnato canto per diversi decenni alla Duquesne University, all'Università di Pittsburgh e alla Carlow University, facendo parte del consiglio di amministrazione e maestra di canto della Pittsburgh Opera. Molti dei suoi allievi hanno avuto carriere di successo, tra cui le cantanti della Metropolitan Opera Vivica Genaux e Andrey Nemzer e Andrew Kurtz, fondatore del Center City Opera Theater. Ha anche presentato un programma radiofonico settimanale Opera con Claudia alla radio WDUQ-FM. L'unica sua registrazione è del novembre 1951 nella trasmissione The Bell Telephone Hour nella quale ha cantato l'atto finale del Faust di Gounod.

## Biografia
Claudia Tullia Pinza nacque a Buenos Aires mentre suo padre, il famoso cantante lirico italiano Ezio Pinza, era sotto contratto al Teatro Colón. Sua madre era Augusta Cassinelli e i suoi padrini di battesimo furono il soprano Claudia Muzio e il direttore d'orchestra Tullio Serafin. Ha trascorso la maggior parte della sua infanzia a Bologna, dove ha studiato canto al Conservatorio di quella città. Successivamente è stata allieva di Antonino Votto a Milano. Ha debuttato al Teatro alla Scala nel ruolo della Ninfa ne L'Orfeo di Claudio Monteverdi quando aveva solo 18 anni. In seguito ha interpretato il ruolo di Amore in Orfeo ed Euridice di Gluck al teatro dell'opera, ed è apparsa nei teatri dell'opera italiani di provincia durante la seconda guerra mondiale.
Nel gennaio del 1947 fece la sua prima esibizione negli Stati Uniti, interpretando il ruolo di Mimì ne La bohème di Puccini con la Filadelfia La Scala Opera all'Academy of Music. Ha cantato molti altri ruoli con quella compagnia nei successivi due anni, tra cui Marguerite nel Faust di Guonod e Violetta ne La traviata di Verdi. Nell'ottobre del 1947 debuttò alla San Francisco Opera nel ruolo di Marguerite con suo padre nella parte di Mefistofele. Successivamente vi tornò per interpretare il ruolo di Donna Elvira nel Don Giovanni di Mozart.
Nel novembre del 1947 ha fatto il suo debutto al Metropolitan Opera nel ruolo di Micaela in  Carmen  di Bizet. In seguito tornò al Met per altre esibizioni nei ruoli di Micaela e Mimi nel 1948. Nel 1949 è stata una delle migliori interpreti di The Ed Sullivan Show. Nel 1950 ha interpretato il ruolo di Polly Peachum in The Beggar's Opera di John Gay a Boston. Ha continuato ad esibirsi in opere negli Stati Uniti fino al suo ritiro dal palcoscenico nel 1958.
Alcune delle altre compagnie con cui si esibì furono la Central City Opera, la Cincinnati Opera, la Dallas Opera e la New Orleans Opera.

## Matrimoni
Nel 1948 sposò John Boller che aveva precedentemente lavorato per suo padre.
Il matrimonio finì con il divorzio sei anni dopo. Dall'unione nacquero due figli: John Hall Boller Jr. e Marina Boller Jones. Nel 1950 ottenne la cittadinanza statunitense.
Nel 1954 conobbe Rolando Bozzolla mentre si esibiva in Italia. I due si innamorarono e si sposarono poco dopo. Rimasero sposati fino alla morte di Claudia, 63 anni dopo. Hanno avuto due figli: Samuele e Simone Bozzolla. Nel 1969 la famiglia si trasferì a Bellevue in Pennsylvania, per ottenere cure mediche per il figlio più giovane della coppia, disponibili solo negli Stati Uniti.
Poco dopo, entrò a far parte della facoltà della Duquesne University dove riattivò il Duquesne University Opera Workshop e insegnò canto fino alla sua morte. Ha diretto produzioni d'opera all'università per molti anni. Ha insegnato canto all'Università di Pittsburgh (1979-2017) e alla Carlow University. Nel 1983 ha fondato l'Ezio Pinza Council for American Singers of Opera, che è stato un intenso programma di formazione estiva di cinque settimane per aspiranti cantanti d'opera americani a Oderzo. Ha gestito il programma per 35 anni.

## Morte
Ancora attiva fino a luglio 2017, Claudia Pinza è deceduta il 3 agosto 2017 all'Allegheny General Hospital di Pittsburgh, all'età di 92 anni, a seguito di complicazioni dovute a una serie di ictus. Le sopravvisse suo marito, Rolando Bozzolla, i suoi quattro figli (avuti da due matrimoni) e una famiglia allargata.